# The Mellow Turning Moment
The Mellow Turning Moment är ett studioalbum av Embee, utgivet 24 februari 2010 på Bad Taste Records.

## Låtlista
1. "Over the Rainbow Bridge"
2. "Upside Down" (feat. Maia Hirasawa)
3. "Workable" (feat. Nina Ramsby)
4. "A Day at a Time" (feat. Daniel Lemma)
5. "Pay Day" (feat. Annika Norlin/Hello Saferide)
6. "Yumi Yaya" (feat. J.P George)
7. "Desire to Be Free" (feat. Nina Ramsby)
8. "Four Years of Silence" (feat. Nikola Sarcevic)
9. "Moonshine Bamboo" (feat. San of Antennasia)
10. "Into the Sublime" (feat. Mariam Wallentin)
11. "Still Dreaming" (feat. Erik Undén)

## Singlar

### A Day at a Time
1. "A Day at a Time"
2. "A Day at a Time" (instrumental)

### Fotnoter
1. ↑  ”The Mellow Turning Moment”. Discogs.com. Arkiverad från originalet den 25 augusti 2010. https://web.archive.org/web/20100825103334/https://www.badtasterecords.se/records.asp?id=502. Läst 6 maj 2012.